# ドゥエイン・ホージー
- ドゥエイン・ホージー
- ドウェイン・ホージー
- デュウェイン・ホージー
- ディウェイン・ホージー

ドゥエイン・サミュエル・ホージー（Dwayne Samuel Hosey、1967年3月11日 - ）は、アメリカ合衆国・ペンシルベニア州出身の元プロ野球選手（外野手）。
日本メディアではドゥエインと表記する物もあったが、綴りを見ても分かるように発音上でもD-way-ne（ド・ウェイ・ン）である。他の同名の著名人（ドウェイン・ジョンソンなど）はドウェイン表記されることが一般的である。また、選手名鑑などではデュウェイン表記が多い。

## 経歴
1987年のMLBドラフト13巡目でシカゴ・ホワイトソックスに指名され契約。
1994年はカンザスシティ・ロイヤルズ傘下、AAA級オマハ・ロイヤルズにてプレーし、打率.333、27本塁打、80打点、27盗塁を記録する活躍を見せアメリカン・アソシエーションMVPを獲得した。
1995年にボストン・レッドソックスに移籍し、同年9月1日にメジャーデビュー。翌1996年シーズンまでプレーし、2年間で52試合に出場した。
ヤクルト時代
1997年にヤクルトスワローズに入団。同期入団のルイス・オルティスとともに、昨年まで在籍していたトーマス・オマリーとヘンスリー・ミューレンに代わる助っ人として期待された。
来日当初は、粗いスイング、稚拙な走塁、弱肩が露呈し、野村克也監督などから「ただ明るいだけの選手」または「外人選手がね、どういう事でああいう小粒の選手を連れてきたのか分からないんですけど、こちらの希望とは違ったものが出てきましてね」と酷評される。当時日本ハムファイターズに在籍していた落合博満には「こんな史上最低の助っ人見たことない」とも言われた。しかし、野村監督のID野球を吸収しようという積極的な姿勢から、ミーティングに参加して相手投手の球種や癖を書き込んだノートを常に持ち歩くなど研究を怠らなかった。さらに他球団からあまり研究されなかったこともあり、同年は開幕から打ち続ける。
横浜ベイスターズとの優勝争いが佳境に入りつつある9月中旬の読売ジャイアンツ（巨人）との3連戦初戦では、トップの松井秀喜に1本差と迫る35号本塁打を槙原寛己から打ったあとの2打席で実質的に敬遠された。翌日は本塁打は出なかったものの5打席3四球4得点、第3戦では勝負してきたバルビーノ・ガルベスからトップに並ぶ36号を打つ（35号を打たれた夜、巨人のバッテリーコーチだった山倉和博が試合に負けホージーにも打たれるなど散々な試合だったため「勝負も大事だけど松井も大事」と発言した）。巨人のシーズン最終戦では、前年の山崎武司（中日ドラゴンズ）と松井のタイトル争い同様、1本差で松井を上回っている選手がいるチームだっただけに、その行方が注目を浴びたが、野村克也の勝負するとのコメントにより敬遠はなかった。最終的に両者最終戦で本塁打は出ず、ホージーが松井と1本差の38本塁打で、本塁打王のタイトルを獲得した。しかし、9月以降.207、4本塁打に終わり、日本シリーズや翌年の不振を窺わせる内容になっていた。
翌1998年は、故障や他球団の徹底マークに遭い13本塁打に終わり、同年限りでヤクルトを退団し帰国した。
ヤクルト退団後
1999年以降は、マイナーリーグや独立リーグでプレーした。
2010年にミルウォーキー・ブルワーズ傘下の1Aブレバード・カウンティ・マナティーズ打撃・守備コーチに就任した。その後、同球団がアトランタ・ブレーブス傘下となり球団名がフロリダ・ファイヤーフロッグスに変更された2017年までコーチを務めていた。

## 選手としての特徴
優れた長打力を持つ。また足も速く、1997年には20個の盗塁をマーク。同年のオールスターゲームでは全パの捕手・伊東勤(西武)から三盗を含む2つの盗塁を決めた。ただ来日当初は駿足しか取り柄がなかったため、野村は「5000万円で代走要員の外国人を獲ってきてしまったわ」とボヤいていた。
1997年の日本シリーズ第2戦、六回表1死満塁での打席。杉山賢人が投じた内角球が止めたバットのグリップエンド（バットの底の部分）に当たってフェアゾーンに転がり、三塁走者の宮本慎也がホームインし5対5の同点に追いつく。記録は捕野選。このような打球がフェアゾーンに転がることは稀であり、また日本シリーズでの1点を争う場面という点で話題となり、当時の専門家らからは「秘打」と呼ばれた。日本シリーズでは他に例がないものの、レギュラーシーズンにおいては2004年に高木浩之(西武)が、2005年に嶋重宣が同じような状況でピッチャーゴロになった例と、2014年に赤松真人(広島)が内野安打とした例がある。

## 人物
とても明るい性格で、ヘルメットにプリクラのシールを貼ったり、スパイクに「たろう」(ヤクルトでは太郎の愛称で親しまれたため)という刺繍するユニークな行動をするなど、チームのエンターテイナーとして常に周囲の人々を楽しませていた。プリクラはファンからもらったものを練習用のヘルメット貼っていくうちに、隙間がないほどになっていた。プリクラを貼ったヘルメットは監督の野村から最初は注意されたが、「ファンから貰ったものは大切にしたい」とホージー本人が野村に伝えると、野村はその心映えに感心して以降は増え続けていくプリクラを見守るようになった。他にも、チームメイトの古田敦也を「ブライアン」、監督の野村を「クリントン」と呼ぶなど、独特のセンスがあった。後にこれらの個性的な振る舞いは1998年シーズンになると影を潜めた。
プロ野球珍プレー好プレー大賞では、ホージーの明るい性格が度々取り上げられ、「珍プレー名人」の一人とされた。
- 下あごを突き出しながら高音で「アウーン!」と叫ぶ。
- チームメイトに借りたバットで打席に立つ（本人は池山隆寛のバットがお気に入りだったようである）。
- 敵である巨人の応援ダンスを見よう見真似で踊る。
- 横浜のマスコット「ホッシー」のコスプレをする。
- 「こいつアホだよ」と古田敦也や高津臣吾に言われると「お前がアボ（アホ）」と言い返す（意味をわかっていたのかは不明）。
- ボールかごのカートに乗り、高津に運ばれる。その際に高津に言った台詞、「千駄谷小学校までお願いします」
- 大日本除虫菊の「キンチョウリキッド」やチョーヤ梅酒の「さらりとした梅酒」のCMソングを歌う。
- 竿竹売りの口上をまねる。
- チームメイトに珍妙なあだ名をつける。例：「太郎（ホージー自身）」「ビリー（飯田哲也）」「JJ（池山隆寛）」「ジェームス（稲葉篤紀）」
- マイケル・ジャクソンのコスプレをしてスリラーをバックに踊る。
- 練習中に流れている音楽に合わせて踊る。

ヤクルト時代は「デュウェイン・ホージー」という日本語表記が一般的だった。日本での著書「ホージー太郎一代記―1997年ペナントレースの秘密」「ワルが目醒めるとき」いずれもデュウェイン・ホージー名義で出版されている。

## 詳細情報

### 年度別打撃成績
| 年 度    | 球 団    | 試 合 | 打 席 | 打 数 | 得 点 | 安 打 | 二 塁 打 | 三 塁 打 | 本 塁 打 | 塁 打 | 打 点 | 盗 塁 | 盗 塁 死 | 犠 打 | 犠 飛 | 四 球 | 敬 遠 | 死 球 | 三 振 | 併 殺 打 | 打 率 | 出 塁 率 | 長 打 率 | O P S |
| -------- | -------- | ----- | ----- | ----- | ----- | ----- | -------- | -------- | -------- | ----- | ----- | ----- | -------- | ----- | ----- | ----- | ----- | ----- | ----- | -------- | ----- | -------- | -------- | ----- |
| 1995     | BOS      | 24    | 77    | 68    | 20    | 23    | 8        | 1        | 3        | 42    | 7     | 6     | 0        | 1     | 0     | 8     | 0     | 0     | 16    | 0        | .338  | .408     | .618     | 1.026 |
| 1996     | BOS      | 28    | 87    | 78    | 13    | 17    | 2        | 2        | 1        | 26    | 3     | 6     | 3        | 2     | 0     | 7     | 0     | 0     | 17    | 0        | .218  | .282     | .333     | .616  |
| 1997     | ヤクルト | 137   | 576   | 498   | 101   | 144   | 32       | 3        | 38       | 296   | 100   | 20    | 9        | 4     | 6     | 61    | 4     | 7     | 107   | 7        | .289  | .371     | .594     | .965  |
| 1998     | ヤクルト | 107   | 364   | 317   | 35    | 74    | 12       | 1        | 13       | 127   | 42    | 4     | 3        | 2     | 3     | 34    | 3     | 8     | 84    | 6        | .233  | .320     | .401     | .721  |
| MLB：2年 | MLB：2年 | 52    | 164   | 146   | 33    | 40    | 10       | 3        | 4        | 68    | 10    | 12    | 3        | 3     | 0     | 15    | 0     | 0     | 33    | 0        | .274  | .342     | .466     | .807  |
| NPB：2年 | NPB：2年 | 244   | 940   | 815   | 136   | 218   | 44       | 4        | 51       | 423   | 142   | 24    | 12       | 6     | 9     | 95    | 7     | 15    | 191   | 13       | .267  | .351     | .519     | .870  |

- 各年度の太字はリーグ最高

### タイトル
NPB
- 本塁打王：1回 （1997年）

### 表彰
MiLB
- American Association MVP（英語版）：1回 （1994年）

NPB
- ベストナイン：1回 （1997年）
- 月間MVP：2回 （1997年6月、1997年8月）
- 優秀JCB・MEP賞：1回 （1997年）

### 記録
MLB初記録
- 初出場：1995年9月1日、対カリフォルニア・エンゼルス12回戦（フェンウェイ・パーク）、8回裏にホセ・カンセコの代走として出場
- 初先発出場：1995年9月2日、対カリフォルニア・エンゼルス13回戦（フェンウェイ・パーク）、7番・中堅手として先発出場
- 初安打：同上、4回裏にマーク・ラングストンから右中間安打
- 初打点：1995年9月6日、対オークランド・アスレチックス12回戦（フェンウェイ・パーク）、3回裏にDoug Johns（英語版）から左前適時二塁打
- 初本塁打：1995年9月13日、対ボルチモア・オリオールズ13回戦（オリオール・パーク・アット・カムデン・ヤーズ）、1回表にJimmy Haynes（英語版）から右越先頭打者本塁打

NPB初記録
- 初出場・初先発出場：1997年4月4日、対読売ジャイアンツ1回戦（東京ドーム）、6番・左翼手として先発出場
- 初打席：同上、2回表に斎藤雅樹の前に中飛
- 初安打・初本塁打・初打点：1997年4月5日、対読売ジャイアンツ2回戦（東京ドーム）、2回表に宮本和知から左中間越ソロ本塁打

NPBその他の記録
- オールスターゲーム出場：1回 （1997年）

### 背番号
- 46 （1995年 - 1996年）
- 10 （1997年 - 1998年）

## 関連情報

### 著書
- 「ホージー太郎一代記」雲の間にある虹出版（1998/04刊） ISBN  4906698026
- 「ワルが目醒めるとき」ザ・マサダ（1998/04刊）ISBN  4915977609